# Cedar County (Iowa)
Das Cedar County ist ein County im US-amerikanischen Bundesstaat Iowa. Im Jahr 2020 hatte das County 18.505 Einwohner und eine Bevölkerungsdichte von 12,3 Einwohnern pro Quadratkilometer. Der Verwaltungssitz (County Seat) ist Tipton.

## Geografie
Das County liegt im Osten Iowas und liegt rund 20 km westlich und nordwestlich des Mississippi, der die Grenze zu Illinois bildet.
Es hat eine Fläche von 1507 Quadratkilometern, wovon sechs Quadratkilometer Wasserfläche sind. Durchflossen wird das County vom gleichnamigen Cedar River, der über den Iowa River zum Stromgebiet des Mississippi gehört.
An das Cedar County grenzen folgende Nachbarcountys:
| Linn County    | Jones County     |                             |
| Johnson County |                  | Clinton County Scott County |
|                | Muscatine County |                             |

## Öffentliche Einrichtungen

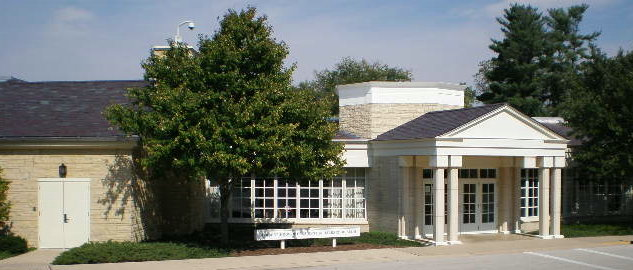
Herbert Hoover Library

Das County unterhält acht Bibliotheken mit zusammen fast 200.000 Büchern, über 8600 Video- und über 8900 Audio-Dokumenten. Weiterhin gibt es 6 Grundschulen, 4 Mittelschulen und 5 Hochschulen für zusammen rund 3350 Schüler.

## Geschichte
Das Cedar County wurde am 21. Dezember 1837 aus ehemaligen Teilen des Dubuque County gebildet. Benannt wurde es nach dem Cedar River.
1840 wurde die Stadt Tipton, der heutige Verwaltungssitz des Countys, gegründet.
Vor dem Sezessionskrieg war die Gegend um West Branch ein wichtiger Stützpunkt der Underground Railroad, ein Netzwerk zur Befreiung von Sklaven aus den Südstaaten.
Der frühere US-Präsident Herbert Hoover (1874–1964) wurde in West Branch im Cedar County geboren.

## Bevölkerung
Nach der Volkszählung im Jahr 2010 lebten im Cedar County 18.499 Menschen in 7558 Haushalten. Die Bevölkerungsdichte betrug 12,3 Einwohner pro Quadratkilometer. In den 7558 Haushalten lebten statistisch je 2,36 Personen.
Ethnisch betrachtet setzte sich die Bevölkerung zusammen aus 97,8 Prozent Weißen, 0,3 Prozent Afroamerikanern, 0,2 Prozent amerikanischen Ureinwohnern, 0,5 Prozent Asiaten sowie aus anderen ethnischen Gruppen; 1,1 Prozent stammten von zwei oder mehr Ethnien ab. Unabhängig von der ethnischen Zugehörigkeit waren 1,5 Prozent der Bevölkerung spanischer oder lateinamerikanischer Abstammung.
24,5 Prozent der Bevölkerung waren unter 18 Jahre alt, 58,8 Prozent waren zwischen 18 und 64 und 16,7 Prozent waren 65 Jahre oder älter. 50,5 Prozent der Bevölkerung war weiblich.
Das jährliche Durchschnittseinkommen eines Haushalts lag bei 52.600 USD. Das Prokopfeinkommen betrug 24.724 USD. 7,9 Prozent der Einwohner lebten unterhalb der Armutsgrenze.

## Ortschaften im Cedar County
Citys
| - Bennett - Clarence - Durant1 | - Lowden - Mechanicsville - Stanwood | - Tipton - West Branch2 - Wilton3 |

Census-designated place (CDP)
- Rochester

Andere Unincorporated Communities
| - Buchanan - Cedar Bluff - Cedar Valley - Downey | - Lime City - Massillon - Plato - Springdale | - Sunbury - Wald |

1 – teilweise im Muscatine und im Scott County

2 – zu einem kleinen Teil im Johnson County

3 – teilweise im Muscatine County

## Gliederung
Das Cedar County ist in 17 Townships eingeteilt:
| Township            | Einw. (2010) | FIPS     |
| ------------------- | ------------ | -------- |
| Cass Township       | 333          | 19-90495 |
| Center Township     | 4045         | 19-90588 |
| Dayton Township     | 1265         | 19-90906 |
| Fairfield Township  | 236          | 19-91275 |
| Farmington Township | 2298         | 19-91317 |
| Fremont Township    | 1241         | 19-91467 |

| Township           | Einw. (2010) | FIPS     |
| ------------------ | ------------ | -------- |
| Gower Township     | 539          | 19-91593 |
| Inland Township    | 755          | 19-92046 |
| Iowa Township      | 427          | 19-92055 |
| Linn Township      | 179          | 19-92643 |
| Massillon Township | 308          | 19-92895 |
| Pioneer Township   | 1517         | 19-93333 |

| Township             | Einw. (2010) | FIPS     |
| -------------------- | ------------ | -------- |
| Red Oak Township     | 184          | 19-93552 |
| Rochester Township   | 599          | 19-93654 |
| Springdale Township  | 3008         | 19-93975 |
| Springfield Township | 1122         | 19-93978 |
| Sugar Creek Township | 443          | 19-94023 |